# Harry Kullmann
Harry Kullmann (* 1973 in Idar-Oberstein) ist ein deutscher Erziehungs- und Bildungswissenschaftler.

## Leben
Aufgewachsen in Dickesbach, absolvierte Harry Kullmann nach der mittleren Reife an der Realschule Idar-Oberstein 1989 und dem Abitur am Göttenbach-Gymnasium (Idar-Oberstein) 1992 eine Ausbildung zum Schreinergesellen in der Schreinerei Klaus Gemmel in Idar-Oberstein. 
Von 1994 bis 1995 leistete er seinen Zivildienst in einer Schreinerei zur Resozialisation obdachloser Menschen im Niederreidenbacher Hof, einer Zweigstelle der Diakonie-Anstalten Bad Kreuznach. 
Von 1995 bis 2001 studierte er Biologie und Chemie für die Sekundarstufen I + II an den Universitäten in Köln, Bremen, Glasgow und Bonn. 2001 legte er das erste Staatsexamen für die Sekundarstufen I und II für die Unterrichtsfächer Biologie und Chemie in Bonn ab. Von 2001 bis 2003 absolvierte er das Referendariat und das zweite Staatsexamen für das gymnasiale Lehramt in Biologie und Chemie am Studienseminar für Gymnasien, Gießen. Ausbildungsschule: Wilhelm-von-Oranien-Gymnasium. 2005 war er Gastdoktorand bei Judith W. Little an der Graduate School of Education, University of California, Berkeley. Von 2004 bis 2006 war er Stipendiat der Deutschen Forschungsgemeinschaft im Projekt Schulsystem und Kultur der Einzelschule als Kontext des naturwissenschaftlichen Lernens in der Sekundarstufe I am DFG-Graduiertenkolleg Naturwissenschaftlicher Unterricht der Universität Duisburg-Essen. 2009 wurde er an der Universität Duisburg-Essen, Campus Essen mit magna cum laude zum Dr. phil. promoviert (Titel der Dissertation: Lehrerkooperation an Gymnasien – Eine explorative Untersuchung zu Ausprägung und Wirkungen am Beispiel des naturwissenschaftlichen Unterrichts, Erstgutachter: Klaus Klemm, Zweitgutachter: Karl-Oswald Bauer). Ab 2010 war er wissenschaftlicher Mitarbeiter im Projekt GribS – Grundschulen zur individuellen Förderung bayerischer Schülerinnen und Schüler am Lehrstuhl für Grundschulpädagogik und Grundschuldidaktik in Augsburg. Von 2015 bis 2017 lehrte er als Professor (W2) für Erziehungswissenschaft mit dem Schwerpunkt Schul- und Unterrichtsentwicklung in der Sekundarstufe an der Universität Siegen. Von 2017 bis 2019 lehrte er als Professor für Schulpädagogik/Allgemeine Didaktik mit dem Schwerpunkt Unterrichts- und Bildungsforschung an der Universität Koblenz-Landau. Seit 2019 ist er Professor für Sonderpädagogische Förderung und Inklusion mit dem Schwerpunkt Schulentwicklungs- und Unterrichtsforschung an der Universität Paderborn.
Seine Forschungsschwerpunkte sind Schulentwicklungsforschung, v. a. in Bezug auf Indikatoren zur Messung der Qualität von Inklusion am Beispiel des schulischen Wohlbefindens, Unterrichtsforschung, v. a. zum inklusiven Potenzial kultureller Bildung am Beispiel des Fachs Darstellendes Spiel/Theater und Forschung zur Lehrerprofessionalität, v. a. deren Entwicklung auf der Basis multiprofessioneller Kooperation in allen drei Phasen.

## Schriften (Auswahl)
- Lehrerkooperation. Ausprägung und Wirkungen am Beispiel des naturwissenschaftlichen Unterrichts an Gymnasien. Münster 2010, ISBN 978-3-8309-2396-1.